# Hercynella
Hercynella és un gènere de mol·luscs bivalves fòssils de Silurià tardà o (més comunament) del Devonià primerenc, que es trobava a Europa, Amèrica del Nord, Àsia occidental, Àfrica del Nord i Austràlia. El nom també es va aplicar invàlidament a un gènere d'arnes conegut actualment com a Tulaya.
Al principi es pensava que les espècies eren gastròpodes patèl·lids i no va ser fins al 1950 que H. & G. Termier es van adonar que eren bivalves. Prantl (1959) va demostrar que tant les valves esquerra com dreta podien produir-se en dues formes, que en el passat havien conduït als paleontòlegs a la construcció de dues espècies on només hi havia una.
La millor ressenya del gènere és Forney et al. (1981).